# Walter Mignolo
Walter D. Mignolo (Corral de Bustos, 1º maggio 1941) è un semiologo, filosofo e critico letterario argentino.
Professore alla Duke University di Durham, in Carolina del Nord, è autore di pubblicazioni di semiotica e teoria letteraria che portano su numerosi aspetti del mondo moderno e coloniale, esplorando nozioni come decolonialità, colonialità globale, geopolitica della conoscenza, transmodernità, pensiero di confine e pluriversalità. È considerato uno dei pensatori principali del pensiero decoloniale, nonché uno dei fondatori del gruppo modernità/colonialità (Grupo modernidad/colonialidad). Il suo lavoro più noto, The Darker Side of the Renaissance (1995), può essere considerato «il testo fondatore degli studi "postcoloniali" latino-americani».

## Biografia
Mignolo ha conseguito una laurea in filosofia presso l'Università nazionale di Córdoba nel 1969. Nel 1974, ha ottenuto un dottorato di ricerca presso l'École pratique des hautes études di Parigi. Successivamente, ha insegnato nelle università di Tolosa, dell'Indiana e del Michigan. Dal gennaio 1993, Mignolo è professore ("William H. Wannamaker Professor of Literature and Romance Studies") presso l'Università Duke.
Mignolo è co-curatore del dossier web World and Knowledges Otherwise. È direttore accademico di "Duke in the Andes", un programma interdisciplinare di studi latinoamericani e andini (Latin American and Andean Studies) con sede all'Università Politecnica Salesiana di Quito. Dal 2000, dirige il Center for Global Studies and the Humanities, un'unità di ricerca all'interno del John Hope Franklin Center for Interdisciplinary and International Studies della Duke University. È stato anche nominato riceratore permanente presso l'Universidad Andina Simón Bolívar di Quito.
A partire dagli anni 2010, Mignolo ha iniziato a occuparsi di quella che chiama "estetica decoloniale", lavorando in particolare sugli artisti Pedro Lasch, Fred Wilson e Tanja Ostojić. Ha contribuito inoltre al progetto Black Mirror/Espejo Negro, incentrato sulle opere di Pedro Lasch.
Nel 2024 è stato candidato al Premio Princesa de Asturias per la sezione scienze sociali. 

## Opere

### Pubblicazioni in inglese o spagnolo
- (EN) Walter Mignolo, The Darker Side of the Renaissance: Colonization and the Discontinuity of the Classical Tradition, in Renaissance Quarterly, vol. 45, n. 4, 1992,  pp. 808-828.
- (EN) Walter Mignolo e Elizabeth H. Boone (a cura di), Writing Without Words: Alternative Literacies in Mesoamerica and the Andes, Durham, Duke University Press, 1994.
- (EN) Walter Mignolo (a cura di), The Americas: Loci of Enunciations and Imaginary Constructions, in Poetics Today, vol. 15, n. 4, Durham, Duke University Press, 1994.
- (EN) Walter Mignolo, The Darker Side of the Renaissance: Literacy, Territoriality, and Colonization, Ann Arbor, University of Michigan Press, 1995.
- (EN) Walter Mignolo, Local Histories/Global Designs: Coloniality, Subaltern Knowledges and Border Thinking, Princeton, Princeton University Press, 1999.
- (ES) Walter Mignolo, Capitalismo y geopolítica del conocimiento: el eurocentrismo y la filosofía de la liberación en el debate intelectual contemporáneo, Buenos Aires, Ediciones del Signo, 2001.
- (EN) Walter Mignolo, Coloniality of Power and Subalternity, Durham, Duke University Press, 2001.
- (EN) Walter Mignolo, The Geopolitics of Knowledge and the Colonial Difference, in South Atlantic Quarterly, vol. 101, n. 1, 2002,  pp. 57-96.
- (ES) Walter Mignolo, Historias locales/diseños globales: colonialidad, conocimientos subalternos y pensamiento fronterizo, Tres Cantos, Akal, 2003.
- (EN) Walter Mignolo, The Idea of Latin America, Malden, Blackwell, 2005.
- (ES) Walter Mignolo, Catherine Walsh e Alvaro Garcia Linera, Interculturalidad, descolonización del estado y del conocimiento/Interculturality, Descolonization of The State and Knowledge, Buenos Aires, Ediciones del Signo, 2006.
- (EN) Walter Mignolo, Margaret R. Greer e Maureen Quilligan (a cura di), Rereading the Black Legend: The Discourses of Religious and Racial Difference in the Renaissance Empires, Chicago, University of Chicago Press, 2008.
- (EN) Walter Mignolo, Dispensable and Bare Lives: Coloniality and the Hidden Political/Economic Agenda of Modernity, in Human Architecture: Journal of the Sociology of Self-Knowledge, vol. 7, n. 2, 2009,  pp. 69-88.
- (EN) Walter Mignolo e Arturo Escobar (a cura di), Globalization and the Decolonial Option, London, Routledge, 2010.
- (EN) Walter Mignolo, The Darker Side of Western Modernity: Global Futures, Decolonial Options, Durham, Duke University Press, 2011.
- (EN) Walter Mignolo e Catherine Walsh, On Decoloniality: Concept, Analytics, Praxis, Durham, Duke University Press, 2018.
- (EN) Walter Mignolo, The Politics of Decolonial Investigations, Durham, Duke University Press, 2021.

### Traduzioni in italiano
- Walter Mignolo, L'idea di America Latina: geostoria di una teoria decoloniale, a cura di Flavio Fiorani, Milano-Udine, Mimesis, 2013.
- Walter D. Mignolo e Catherine E. Walsh, Decolonialità. Concetti, analisi, prassi, a cura di Tommaso Visone, Roma, Castelvecchi, 2024.